# 日建設計コンストラクション・マネジメント
日建設計コンストラクション・マネジメント株式会社（にっけんせっけいコンストラクション・マネジメント）は、日本にあるPM（プロジェクトマネジメント）／CM（コンストラクション・マネジメント）を行うコンサルティング会社。

## 概要
組織系建築設計事務所である株式会社日建設計のPM/CM部門が独立して2005年に創業。本社は東京都文京区。

## 沿革
- 2005年1月 - 日建設計コンストラクション・マネジメント株式会社設立。
- 2019年12月 - 。宅地建物取引業免許【東京都知事（１）第104228号】を取得
- 2021年7月 - 九州支所開設

## 主要プロジェクト
- 読売テレビ放送　新社屋
- 広島県庁舎
- 日本橋髙島屋S.C. 再開発計画
- NAGAREYAMA おおたかの森 GARDENS アゼリアテラス
- 島田市立総合医療センター
- 帝塚山学院大学キャンパス統合プロジェクト
- 神戸ポートミュージアム
- 在ザンビア日本国大使館
- 祇園甲部歌舞練場
- 沖縄アリーナ
- 四国水族館
- 真宗大谷派難波別院　新事業化計画
- 渋谷スクランブルスクエア
- 長崎県庁舎